# سيمون إيشيفيريا
سيمون إيشيفيريا (بالإسبانية: Simón Echeverría)‏ هو منتج أسطوانات تشيلي، ولد في 9 يوليو 1972 في سانتياغو في تشيلي، وتوفي في 31 يوليو 2006 بسبب سرطان البنكرياس.

## وصلات خارجية
- سيمون إيشيفيريا على موقع ميوزك برينز (الإنجليزية)